# Wierzgóry (Beskid Wyspowy)
Wierzgóry (760 m n.p.m.) – szczyt w trzywierzchołkowym masywie górskim w Beskidzie Wyspowym ciągnącym się od Pasierbieckiej Góry (764 m) przez Wierzgóry (758 m) i Kamionną (801 m) po przełęcz Widomą. Od obydwu sąsiednich szczytów Wierzgóry oddzielony jest płytkimi przełączkami. Sam szczyt znajduje się we wsi Kamionna w powiecie bocheńskim, ale tuż po jego południowej stronie znajduje się wieś Pasierbiec, a po wschodniej wieś Makowica, obydwie w powiecie limanowskim. Szczyt jest porośnięty lasem, ale po jego północnej stronie przy szlaku turystycznym jest niewielka polanka, a po stronie południowo-zachodniej należące do Pasierbca jednodomowe osiedle. Jego pola dochodzą do samego grzbietu, dzięki temu z biegnącego tędy szlaku turystycznego rozpościerają się widoki na południe. Na pierwszym planie widoczne szczyty Beskidu Wyspowego, w głębi Tatry.
Przy szlaku turystycznym od Wierzgóry na Kamionną znajduje się leśny rezerwat przyrody Kamionna (po lewej stronie) i dawne jeziorko Jeziornik (po prawej stronie), od którego pochodzi dawna nazwa Kamionnej –
Jeziernik. Obecnie jest to młaka. Na odcinku tym, zaraz pod szczytem Wierzgóry do głównego, niebieskiego szlaku turystycznego biegnącego grzbietem pasma dołącza żółty szlak turystyczny.

## Piesze szlaki turystyczne
Bochnia – Nowy Wiśnicz – Kamień-Grzyb – Paprotna (obok Kamieni Brodzińskiego) – Rajbrot – Łopusze – Przełęcz Rozdziele – Widoma – góra Kamionna – Pasierbiecka Góra – Tymbark.
 – Łososina Górna – Pasierbiec – osiedle Wierzch Góry – skrzyżowanie z grzbietowym szlakiem niebieskim. Czas przejścia: 1:35 h (↓ 0:55 h), suma podejść 420 m.